# Baga bakharica
Baga bakharica is een fossiele soort schietmot uit de familie Philopotamidae.